# Tonique (cosmétique)
Pour les articles homonymes, voir Tonique.

Tonique à la rose de la marque Mamonde

En cosmétique, un tonique est un liquide servant à nettoyer, purifier, rafraîchir et « tonifier » la peau.
Un tonique s'utilise pour rincer la peau après le démaquillage. Il complète le démaquillage en enlevant les impuretés résiduelles et les traces de démaquillant. On l'applique sur un coton, ou on le vaporise directement sur le visage. Le tonique peut suffire à nettoyer la peau quand elle n'est pas maquillée. Il a une action rafraîchissante et resserre les pores du visage. Les eaux florales comme l'eau de camomille ou de bleuet sont des exemples de toniques.